# Phiale gratiosa
Phiale gratiosa är en spindelart som beskrevs av Carl Ludwig Koch 1846. 
Phiale gratiosa ingår i släktet Phiale och familjen hoppspindlar. Inga underarter finns listade i Catalogue of Life.